# Paesaggio con Giovanni Evangelista a Patmos (Poussin)
Paesaggio con san Giovanni Evangelista a Patmos è un dipinto a olio su tela di Nicolas Poussin realizzato nel 1640 e conservato nel Art Institute of Chicago di Chicago negli Stati Uniti d'America.

## Storia

### Provenienza
Il dipinto fa parte di una coppia, l'altra è quella di San Matteo, che fu donata a Gian Maria Rosicoli, segretario di papa Urbano VIII.

## Descrizione
Nei dipinti di Poussin, i grandi paesaggi dominano tipicamente la tela. Patmos è ritratto da Poussin come un ambiente aperto, che mostra un nuovo mondo creato dal vecchio, simboleggiato dalle rovine degli edifici greci. L'ambientazione mostra un cielo soleggiato sopra un ambiente di epoca classica. In primo piano giace San Giovanni Evangelista, in posa simile a un dio dell'antica Grecia.
La tradizione afferma che San Giovanni Evangelista fu esiliato a Patmos dall'imperatore romano Domiziano per le sue credenze cristiane. Il dipinto raffigura il San  conosciuto per le sue visioni scritte nel Libro dell'Apocalisse. Sullo sfondo due querce, un obelisco e le rovine di un antico tempio. Gli antichi edifici in decomposizione, che sarebbero stati spesso riadattati dalla Chiesa, suggeriscono la sostituzione dei vecchi modi con il cristianesimo. Dalle colline al cielo, il resto del paesaggio è un ambiente immaginario creato sfidando le regole della prospettiva atmosferica .

## Stile
Nicolas Poussin è ampiamente considerato un sostenitore del movimento classico del XVII secolo. Nelle note lasciate incompiute prima della sua morte, Poussin descrisse ciò che chiamava "la grande maniera", dipinti caratterizzati da un grande motivo e disposizione, misura e forma appropriate.